# Henri Bouasse
Henri Pierre Maxime Bouasse (VI Distrito de París, Francia, 16 de noviembre de 1866-Toulouse, Francia, 15 de noviembre de 1953) fue un físico francés, profesor en la Universidad de Toulouse entre 1892 y 1937, conocido principalmente por la redacción de un extenso tratado de física de 45 volúmenes, al que dio el nombre de Bibliothèque scientifique de l'ingénieur et du physicien (en francés: Biblioteca científica del ingeniero y del físico), así como por los polémicos escritos que dirigió contra la mala organización de la enseñanza científica en Francia, o contra la «nueva física» del siglo XX (relatividad, mecánica cuántica).

## Biografía
Bouasse nació el 16 de noviembre de 1866, hijo de impresores del VI Distrito de París.
En 1883 entró a estudiar en el Liceo Louis-le-Grand de París, y en 1885 comenzó a estudiar física en la Escuela Normal Superior, también en París, título que obtuvo en 1888.
Entre 1888 y 1891 fue alumno de Éleuthère Mascart en el Collège de France..
En 1892, tras un corto periodo como profesor de secundaria en Agén, cerca de Tolón, se trasladó a la facultad de ciencias de la Universidad de Toulouse, donde obtuvo un doctorado en matemáticas ese mismo año y permaneció hasta el final de su carrera en 1937. En 1897 completó un doctorado en física y fue nombrado profesor titular de física en la universidad.
Entre 1912 y 1931 publicó su Bibliothèque scientifique de l'ingénieur et du physicien. Continuó actualizando ciertos volúmenes hasta 1947. En 1937 alcanzó la edad para retirarse, tras lo cual la Universidad de Toulouse le nombró profesor emérito y puso a su disposición un laboratorio donde continuó su investigación en hidrodinámica y acústica.
El 15 de noviembre de 1953 falleció en Toulouse a la edad de 87 años.